# Гусін Андрій Андрійович
Андрій Андрійович Гусін (*18 квітня 1996, Київ, Україна) — український футболіст, захисник.

## Життєпис

### Дитинство
Народився у місті Київ у сім'ї відомого українського футболіста Андрія Гусіна. Андрій — вихованець київського «Динамо», футболом почав займатися у 8 років.
Так футболіст згадує своє футбольне дитинство:
|  | Займався в ДЮСШ-15 з 8 років, це ще дитячий футбол. Немає великої різниці між футболістами, це ще несерйозний футбол. Це були перші кроки у футболі, постійно ходив тренуватися. Перша серйозна команда була у Москві - «Локомотив». Тоді мені було років 11, це вже було серйозніше, все-таки це «Локомотив», хороша команда. Батько тоді в «Сатурні» грав, ми жили у Москві біля Локомотиву, тому так і вийшло. Потім в 12 років було «Динамо». Ну, «Динамо» є «Динамо» |

Андрій про своє амплуа:
|  | Мені подобається грати центрального захисника, там я почуваю себе найбільш комфортно. Відчуваю, що мої якості, які в мене є як у футболіста, найбільш підходять саме для цієї позиції. Коли граю крайнього захисника або опорного, то мені там важче грати. |

Закінчивши динамівську академію, юний захисник хотів продовжити свій шлях в «Динамо», але доля розпорядилася по-іншому — футболіст був змушений шукати нову команду:
|  | Влітку 2012 року у батька закінчився контракт з «Динамо-2», і він пішов. А в нас був фінал чемпіонату України, і ми зайняли третє місце. Я тоді грав в стартовому складі всі ігри, крім першої. Це вже був кінець школи, і ми повинні були вже перейти в «Динамо» U-19. Не знаю, що сталося, але одного мене з команди не залишили тоді, з тих, хто грав у фіналі. Дуже дивно вийшло, тоді ніхто нічого не пояснив. |

### Юнацькі роки
Виступав за юнацьку команду дніпропетровського «Дніпра». Взяв участь у грі пам'яті Андрія Гусіна, де відзначився двома забитими м'ячами. В січні 2016 року стало відомо, що Андрій Андрійович залишив дніпропетровський клуб.
|  | Коли пішов з «Динамо», був з батьком в «Анжі», бо вже сезон йшов. Також тренувався з «Арсеналом» Київ U-19, потім тренувався з першою командою та дублем «Анжі». Але тоді я не міг грати в чемпіонаті, бо мені не було ще 18 років. Тоді треба було знайти в Україні команду до 18 років, тому перейшов у «Дніпро». З’їздив на перегляд, спочатку був в дублі, потім в U-19. Залишився в юнацькій команді, грав там 1,5 роки, потім перейшов в дубль, але там півроку не грав. |

### Професійна кар'єра
16 лютого 2016 року уклав угоду з київським «Динамо», відразу та до кінця сезону почав грати за «Динамо-2». Спочатку в рамках «Arsenal Cup», а пізніше футболіст разом з командою вирушив на тренувальний збір до Туреччини. У команди було заплановано 6 спарингів, в 4 з них відіграв Гусін.
16 квітня дебютував на професійному рівні, вийшовши на 81-ій хвилині матчу першої ліги проти «Геліоса». Перед цим Андрій потрапляв у заявку на матч із «Нафтовик-Укрнафтою» та ФК «Полтавою», але головний тренер команди так і не надав шанс футболісту в тих матчах.
У березні 2018 року підписав контракт з чернівецьким футбольним клубом «Буковина». Дебютував за «Буковину» 1 квітня того ж року в матчі чемпіонату другої ліги України проти ФК «Арсенал-Київщина», в тому ж матчі на 54-ій хвилині відзначився і дебютним голом.
Перед початком 2018/19 сезону за обопільною згодою сторін розірвав контракт із «Буковиною» та став гравцем житомирського «Полісся», яке залишив менш ніж за місяць за взаємною згодою сторін. З квітня по липень 2019 року Андрій знову був заявлений за чернівецьку команду.

## Цікаві факти
- Включений у збірну 25-го туру Другої ліги 2017/18 за версією Sportarena.com — позиція центральний захисник[11].
- Включений у збірну другого півріччя сезону Другої ліги України 2017/18 за версією Sportarena.com — позиція центральний захисник[12].
- Включений у збірну 20-го туру Другої ліги 2018/19 за версією Sportarena.com — позиція центральний захисник[13].
- Має молодшого брата Івана, який теж є професійним футболістом.

## Статистика
Станом на 20 травня 2019 року
| Сезон     | Команда                    | Чемпіонат           | Чемпіонат | Чемпіонат | Кубок | Кубок | Кубок |
| Сезон     | Команда                    | Змаг.               | Матчі     | Голи      | Змаг. | Матчі | Голи  |
| --------- | -------------------------- | ------------------- | --------- | --------- | ----- | ----- | ----- |
| 2013—2014 | «Дніпро» (Дніпропетровськ) | Прем'єр-ліга (U-19) | 8         | 1         | —     | —     | —     |
| 2014—2015 | «Дніпро» (Дніпропетровськ) | Прем'єр-ліга (U-19) | 18        | 1         | —     | —     | —     |
| 2015—2016 | «Динамо-2» (Київ)          | Перша ліга          | 2         | 0         | —     | —     | —     |
| 2017—2018 | «Буковина» (Чернівці)      | Друга ліга          | 8         | 1         | —     | —     | —     |
| 2018—2019 | «Полісся» (Житомир)        | Друга ліга          | 1         | 0         | —     | —     | —     |
| 2018—2019 | «Буковина» (Чернівці)      | Друга ліга          | 9         | 0         | —     | —     | —     |